# Vioménil
Vioménil é uma comuna francesa na região administrativa de Grande Leste, no departamento de Vosges. Estende-se por uma área de 23,59 km². Em 2010 a comuna tinha 151 habitantes (densidade: 6,4 hab./km²).